# Kácov
Kácov (původně Kaczow, německy Katzow (1720), 1854 Kácov) je městys v okrese Kutná Hora ve Středočeském kraji. Leží asi sedm kilometrů severozápadně od Zruče nad Sázavou. Žije zde 794 obyvatel. Kácovem protéká řeka Sázava a její dva pravostranné přítoky Čestínský potok a Losinský potok. V kopcovitém okolí převládají lesy a pole. K. Kuča uvádí, že „Kácov je typickým lokačním městečkem, jehož základ tvoří velké obdélníkové náměstí nad řekou a brodem. Západní, severní i východní čára náměstí se váže na cesty, které se sbíhaly do koutů náměstí“.

## Historie
První písemná zmínka o Kácovu pochází z roku 1318. S Kácovem je spojen rod Černčických z Kácova. Kácov byl povýšen na městečko roku 1412. Roku 1457 byl založen pivovar.

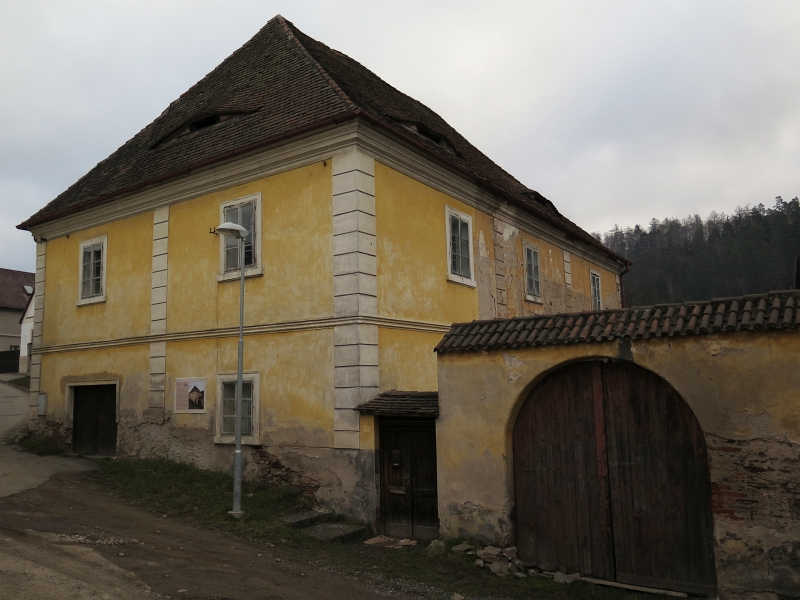
Děkanství čp. 8

Asi od poloviny 15. století stála ve městě tvrz. V 16. století byla tvrz renesančně přestavěna Čejky z Obramovic a po roce 1635 za Benigny Kateřiny z Lobkovic došlo k přestavbě na barokní zámek. V roce 1726 se panství stává majetkem Anny Marie Františky Terezie, princezny Sasko-Lauenburské, hraběnky z Neuburgu a velkovévodkyně Toskánské, která zámek přestavěla. J. O. Blažíček uvádí, že kácovský zámek spadá do trojice objektů spolu se zámkem v Hostivici u Prahy a  severočeské Horní Polici přestavěných Annou Marií Františkou, velkovévodkyní toskánskou, jejichž dispozice spolu s převýšenou střední halou se nejvíce podobá jednomu z typů klášterních konventů 17. století.
Při cestě na nádraží Kácov překlenuje řeku Baileyho most (tzv. bejlina), sestavený v roce 1975 z původní výzbroje americké armády. První most přes vodu byl postaven u Štítného v r. 1715 nákladem hraběte Bredy.
V letech 2003–2006 byla v obci vybudována splašková kanalizace, která byla napojena na čističku. V r. 2015 byla provedena rekonstrukce čističky a zvětšena její kapacita.

### Posloupnost majitelů
Seznam majitelů obce od 14. století:
- Arnošt z Talmberka
- 1356 Ješek Černčický z Kácova – první doložený majitel
- 1377 Vítek Černčický z Kácova
- 1392 Jindřich
- 1393 synové Jindřich a Beneš, správa formou poručnictví Jana ze Skalice a od roku 1402 Mikuláše Vrbíka z Tismic
- 1408–1412 společná vláda Jindřicha a Beneše
- 1412 rozdělení panství na dvě poloviny. Jindřich obdržel dolní polovinu městečka a část vesnic Zliv a Zderadiny, Beneš horní polovinu městečka a část vesnic Zliv a Zderadiny
- 1448 obdržely Jindřichovy dcery Jitka provdaná za Ctibora z Chřenovic a Anna za Čeňka z Vyšehněvic každá čtvrtinu Jindřichova dílu. O Benešově části se zprávy nedochovaly, předpokládá se, že zahynul během husitských válek a jeho statky připadly na krále jako odúmrť.
- Benešův díl byl dán králem několika osobám: boleslavskému proboštu Michaelovi, Janu z Prystu, Kašparu Šlikovi a Bohuslavu z Košíně
- 1454 král daroval Benešovu část panství Alešovi ze Šterberka a Holic, který ale v roku 1455 zemřel
- 1459 přešly postupně jednotlivé části do majetku Jana z Košíně
- 1473 získal panství Kuneš z Olbramovic, když ovládal tři čtvrtiny panství a zapsal ho  na syny Václava a Ondřeje, kteří získali poslední díl
- 1516 Jan Dvorecký Olbramovic
- 1523–1524 Eva Říčanská z Olbramovic formou poručenské vlády bratra Přecha Dvoreckého z Olbramovic
- 1535 získal panství Jan Tetour z Tetova
- po 1541 jeho synové Lev a Bedřich
- 1551 získal panství Kryštof Jandorf z Jandorfu
- 1555 kupuje panství Jan Čejka z Olbramovic
- 1564 Václav Čejka z Olbramovic. Do dosažení jeho plnoletosti spravovali panství poručníci Johanka z Lípy, Petr Hamza ze Zábědovic a Burjan Čejka z Olbramovic
- 1601 rytíř Karel starší Čejka z Olbramovic na Kácově a Zdislavicích. Za účast na stavovském povstání odsouzen roku 1624 ke ztrátě polovice statku. Kácovské panství konfiskováno a prodáno.
- 1623–1626 Jan Werde z Werdenberku
- 1626–1628 Oktavián Vchynský
- 1628–1630 Jan de Witte z Lilienthalu
- 1630–1635 vdova Anna, roz. z Glauchova
- 1635–1653 Benigna Kateřina z Lobkovic
- 1653–1656 syn František Vilém Popel z Lobkovic
- 1656–1682 František Scheitler ze Scheitleru
- 1682–1688 syn Ferdinand Kryštof Scheitler ze Scheitleru
- 1688–1701 František Bohumír svobodný pán z Kaisersteinu
- 1701–1711 dcera Anastasie z Kaisersteinu ve formě poručnictví vykonávaném hrabětem Janem Petrem Strakou z Nedabylic
- 1711–1725 Karel Jáchym Breda
- 1725–1726 Karel Richard Schmidlin ze Schmidlinu
- 1726–1741 vévodkyně Anna Marie Františka Toskánská
- 1741–1753 její dcera Marie Anna Karolína
- 1753–1770 syn Marie Anny Karolíny – Kliment František vévoda bavorský
- 1770–1777 kurfiřt Maxmilián Josef Bavorský
- 1777–1795 Karel II vévoda Zweibrueckenský
- 1795–1802 Maxmilián Josef vévoda Zweibrueckenský
- 1802–1815 kurfiřt Ferdinand Salcburský
- 1815 – Vídeňský sjezd: smlouva o odstoupení statků Ferdinanda Salcburského v Čechách císaři rakouskému
- 1818 – Napoleon František Karel Josef Bonaparte, zvaný Orlík (1811–1832), syn Napoleona císaře Francouzů a arcivévodkyně Marie Louisy Rakouské obdržel dvanáct deskových statků včetně Kácova do doživotního užívání a tyto povýšeny na vévodství
- od 1847 císař Ferdinand V.
- od roku 1875 František Josef I.
- od roku 1916 Karel I.
- od 1918 československý stát

## Obyvatelstvo
| Rok            | 1869  | 1880  | 1890  | 1900  | 1910  | 1921  | 1930  | 1950  | 1961  | 1970  | 1980 | 1991 | 2001 | 2011 | 2021 |
| -------------- | ----- | ----- | ----- | ----- | ----- | ----- | ----- | ----- | ----- | ----- | ---- | ---- | ---- | ---- | ---- |
| Počet obyvatel | 1 442 | 1 398 | 1 365 | 1 416 | 1 393 | 1 320 | 1 367 | 1 170 | 1 281 | 1 179 | 990  | 911  | 824  | 779  | 796  |
| Počet domů     | 193   | 197   | 200   | 193   | 203   | 210   | 290   | 333   | 310   | 303   | 283  | 367  | 386  | 398  | 421  |

## Správa městyse
K 1. prosinci 2006 byl obci vrácen status městyse.

### Územněsprávní začlenění
Dějiny územněsprávního začleňování zahrnují období od roku 1850 do současnosti. V chronologickém přehledu je uvedena územně administrativní příslušnost městyse (obce) v roce, kdy ke změně došlo:
- do 1849 země česká, kraj Čáslav, soudní okres Uhlířské Janovice
- 1850 země česká, kraj Pardubice, politický okres Kolín, soudní okres Uhlířské Janovice[13]
- 1855 země česká, kraj Čáslav, soudní okres Uhlířské Janovice
- 1868 země česká, politický okres Kutná Hora, soudní okres Uhlířské Janovice
- 1939 země česká, Oberlandrat Kolín, politický okres Kutná Hora, soudní okres Uhlířské Janovice[14]
- 1942 země česká, Oberlandrat Praha, politický okres Kutná Hora, soudní okres Uhlířské Janovice[15]
- 1945 země česká, správní okres Kutná Hora, soudní okres Uhlířské Janovice[16]
- 1949 Pražský kraj, okres Kutná Hora[17]
- 1960 Středočeský kraj, okres Kutná Hora
- 2003 Středočeský kraj, obec s rozšířenou působností Kutná Hora

### Části městyse
- Kácov
- Račíněves
- Zderadinky
- Zderadiny
- Zliv

### Symboly městyse
Vlajka byla městysi udělena rozhodnutím předsedy Poslanecké sněmovny Parlamentu České republiky dne 17. dubna 2009.

## Hospodářství
Od roku 2001 v městečku funguje Pivovar Kácov, které vaří pivo Hubertus, s ročním výstavem 20 000 hektolitrů.

## Doprava
Městysem vede silnice II/125 Kolín – Uhlířské Janovice – Kácov – Vlašim. V roce 2011 z městyse jezdily autobusové linky do Kolína, Vlašimi a Louňovic pod Blaníkem (dopravce ČSAD Benešov), linka Kolín-Tábor-České Budějovice (dopravce Okresní autobusová doprava Kolín) a linky do Čestína, Kutné Hory, Sázavy, Uhlířských Janovic a Zruče nad Sázavou (dopravce Veolia Transport Východní Čechy).
Městysem vede železniční trať Čerčany – Světlá nad Sázavou. Jedná se o jednokolejnou regionální trať, zahájení dopravy v úseku z Čerčan bylo roku 1901, pokračování trati do Světlé nad Sázavou bylo dáno do provozu v roce 1903. Na území městyse leží železniční stanice Kácov a železniční zastávky Kácov zastávka a Střechov nad Sázavou.

## Společnost
- Od roku 2007 do roku 2010 se v Kácově na přelomu července a srpna pravidelně konal Sázavafest. V samotném městyse se však nacházela jen jedna menší stage.
- V neděli o svatém Liberátu (17. srpna) nebo první následující neděli, připadne-li výročí na všední den, se koná pouť ke hrobu svatého Liberáta, jehož ostatky jsou uloženy v kostele.
- V dubnu každého roku se obec účastní projektu Čistá řeka Sázava.
- V květnu každého roku probíhají na území obce Noční rybářské závody.
- V roce 2017 byl na území městyse otevřen golfový resort Kácov. Hřiště nabízí 27 jamek. Návrh klubovny pochází od Martina Rajniše. Stavba s stala vítězem ankety Stavba roku Středočeského kraje.

### Rok 1932
V městysi Kácov (přísl. Račiněves, Zliv, 1127 obyvatel) byly v roce 1932 evidovány tyto živnosti a obchody:
- Instituce a průmysl: poštovní úřad, telegrafní úřad, telefonní úřad, četnická stanice, katol. kostel, sbor dobrovolných hasičů, 3 výrobny cementového zboží, 2 cihelny, 2 elektrárny, elektrotechnický závod, knihtiskárna, lihovar, 3 mlýny, sušárna semen, 2 pily, pivovar, stavitel, velkostatek, včelařský spolek.
- Služby (výběr): lékař, biograf Sokol, cukrář, drogerie, hodinář, skladištní družstvo, 5 hostinců, hotel Růžička, kapelník, knihař, obchod s koženým zbožím, malíř, obchod s medem, obchod s obuví Baťa, obchod s papírem, obchod s psacími stroji, 2 radiopotřeby, Občanská záložna v Kácově, Spořitelní a záložní spolek v Kácově, Okresní hospodářská záložna, obchod s velocipedy, 3 zahradnictví, obchod s železářským zbožím.

## Pamětihodnosti
- Zámek Kácov

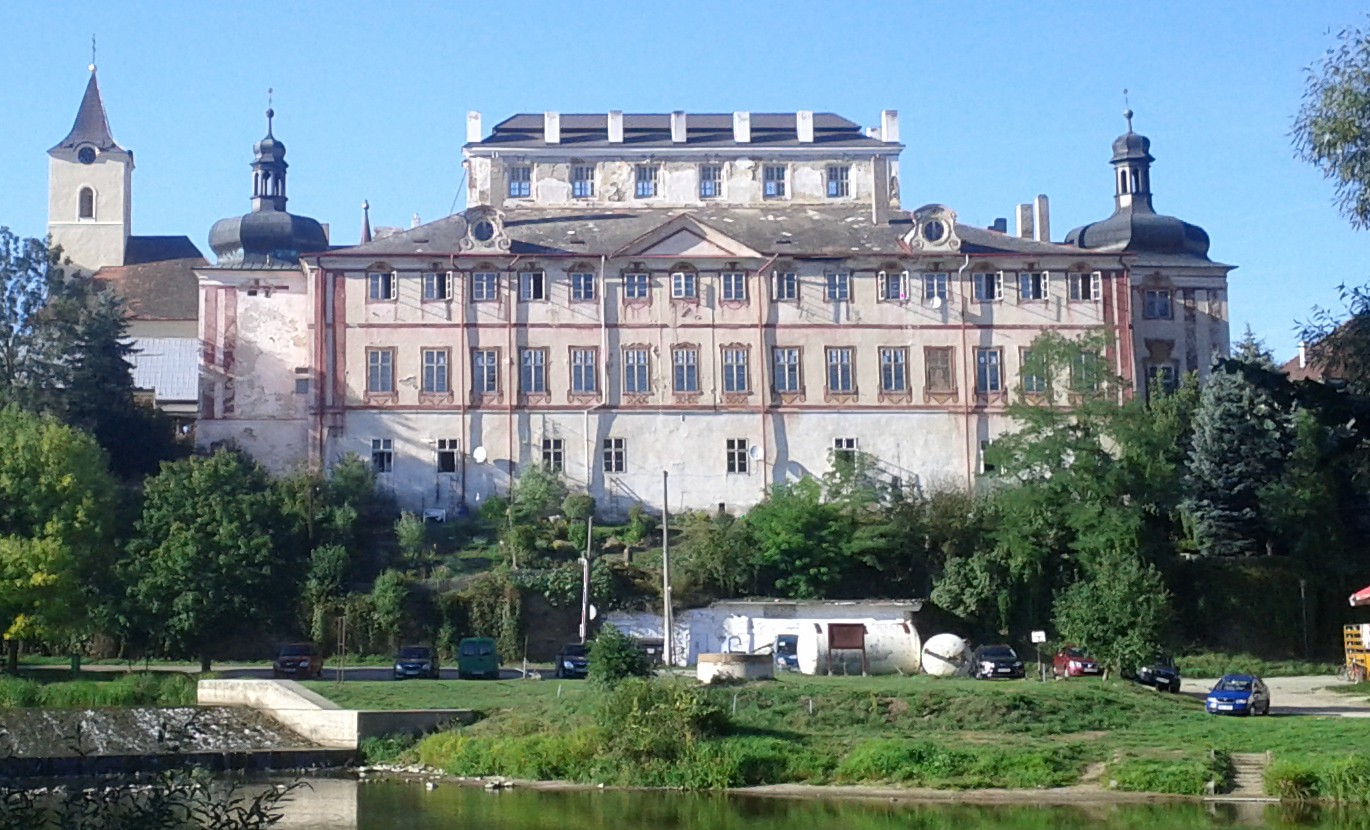
zámek

- Zřícenina hradu Kácov nad levým břehem Sázavy jihozápadně od obce
- Kostel Narození Panny Marie
- sousoší Panny Marie a Čtrnácti svatých pomocníků z let 1729–1730
- děkanství
- Kaple Nejsvětějšího Srdce Ježíšova v Kácově

## Osobnosti
- Jan Valerián Jirsík, 4. biskup českobudějovický, spisovatel, národní buditel, zasedal v Českém zemském sněmu a v Říšské radě
- Alois Wiesner starší, český vydavatel, knihtiskař, papírník a organizátor
- František Zenker, (Franz von Zenker nebo Franz svobodný pán von Zenker), ministr zemědělství Předlitavska v Rakousko-Uhersku
- Alena Gajanová, historička